# Крайнов, Владимир Иванович
Владимир Иванович Крайнов (род. 20 апреля 1947 года, посёлок Похвистнево, Куйбышевская область) — буровой мастер производственного объединения «Оренбурггаз» Министерства газовой промышленности СССР, Оренбургская область. Полный кавалер Ордена Трудовой Славы.

## Биография
Родился в 1947 году в семье служащего в посёлке Похвистнево (с 1947 года — город) Куйбышевской области. После окончания в 1965 году технического училища в Бугуруслане трудился помощником бурильщика, бурильщиком в конторе бурения № 3 в Похвистневе. В 1967—1969 годах проходил срочную службу в Советской Армии.
С 1969 года в составе бригады бурильщиков осваивал газоконденсатное месторождения в Оренбургской области. С 1972 года трудился бурильщиком, буровым мастером в Оренбургском управлении буровых работ «Оренбургбургаз».
За выдающиеся трудовые достижения Указами Президиума Верховного Совета СССР награждён Орденом Трудовой Славы 3-й степени (от 11.12.1974), 2-й степени (от 06.03.1978).
Досрочно выполнил личные социалистические обязательства и плановые задания Одиннадцатой пятилетки (1981—1985). Указом Президиума Верховного Совета СССР от 21 февраля 1986 года «за успехи, достигнутые в выполнении заданий одиннадцатой пятилетки и социалистических обязательств» награждён Орденом Трудовой Славы 1-й степени.
Участвовал во Всесоюзной выставке ВДНХ.
Избирался депутатом Оренбургского городского Совета народных депутатов.
В 2003 году вышел на пенсию. Проживает в Оренбурге.

## Награды
- Орден Трудовой Славы 3 степени (11.12.1974, № 462)
- Орден Трудовой Славы 2 степени (06.03.1978, № 3124)
- Орден Трудовой Славы 1 степени (21.02.1986, № 202)
- Две бронзовые медали ВДНХ (1978, 1985)
- Отличник Министерства газовой промышленности СССР (1984)
- Почётный мастер газовой промышленности (1986)